# Катастрофизация боли
Катастрофизация боли — это процесс, характеризующийся преувеличенной негативной оценкой повреждений при воспоминании о ситуации боли. Первые работы в данной области принадлежат Чейвз (J. Chaves) и Браун (J. Brown), которые отметили такие факторы, как преувеличение тяжести симптома и негативных последствий при воспоминании болевых ситуаций. Также Спанос (N. Spanos) и соавторы в своих исследованиях катастрофизации выявили закономерность интенсивности ощущения боли и страхом перед болезненной процедурой. Впервые понятие появилось в 1978 году и активно развивалось на протяжении следующих двух лет.

## Трехфакторная структура
Впервые трехфакторную структуру описал Майкл Салливан (Dr. Michael Sullivan) и им же была операционализирована Шкала катастрофизации боли. Модель состоит из трёх измерений (субшкал). При этом Салливан описывал каждое из измерений (субшкал) при помощи уже существующих характеристик:
- Мысленная жвачка (англ. rumination). В субшкалу «Мысленная жвачка» входят навязчивые мысли, тревога, неспособность противостоять мыслям о боли
- Преувеличение (англ. magnification). В субшкалу «Преувеличение» входит переоценка тяжести боли, ожидание негативных последствий
- Безнадежность. В субшкалу «Безнадежность» входит переживание боли, неспособность совладания с болью.[5]

## Шкала катастрофизации боли
Диагностика выраженности катастрофизации боли проводится с помощью "Шкалы катастрофизации боли", разработанной Салливаном и адаптированной на русский язык в [Радчикова Н.П., Адашинская Г.А., Саноян Т.Р., Шупта А.А. Шкала катастрофизации боли: адаптация опросника [Электронный ресурс] // Клиническая и специальная психология. 2020. Том 9. № 4. C. 169–187. DOI: 10.17759/ cpse.2020090409]. Шкала состоит из 13 утверждений и каждое из них респондент должен оценивать по пятибалльной шкале, в которой оценки трактуются как 0 — отсутствие катастрофизации, 4 — максимальный ее уровень. Шкала основана на трехфакторной структуре катастрофизации боли и соответственно делится на 3 субшкалы. При апробации опросника было замечено, что на субшкалу «Руминация» приходится 41 % от общей дисперсии. Второй компонент в исследованиях Салливана описывал 10 % от всей дисперсии. Это аспект характеризует такие свойства катастрофизации, как преувеличение тяжести неприятных болевых моментов, уверенность в негативных последствиях и исходя из этого субшкалу назвали «Преувеличение тяжести» (англ. Magnification). Третий компонент назвали Беспомощностью и в исследованиях Салливана описывает 8 % от общей дисперсии.
Во многих исследованиях было замечено, что Шкала катастрофизации боли имеет хорошую предсказательную способность для прогнозирования и определения интенсивности боли. Преимуществом Шкалы катастрофизации боли является ее успешное использование при исследованиях как патологий, так и случаев нормы. По большей части PCS используют при исследовании различных видах хронической боли, будь то боль в спине или в шее. В виду несложной структуры опросника, Шкалу катастрофизации боли задействуют в исследованиях для демонстрации уникальности структуры катастрофизации.